# Recovery Toolbox
Recovery Toolbox es una colección de utilidades y servicios on-line para recuperar archivos corruptos, formatos de archivo, y reparar contraseñas para varios programas.

## Utilidades libres

### Recovery Toolbox for CD Free
Herramienta gratuita para reparar datos de discos compactos que han sido dañados físicamente (rayados, expuestos a líquidos, etc.) o afectados por errores del sistema.

### Recovery Toolbox File Undelete Free
Herramienta libre para reparar archivos borrados en el sistema operativo Windows. Es compatible con el sistema de archivos NTFS, pero no es compatible con la recuperación de datos almacenados en discos de alto rendimiento (SSD).

## Utilidades Shareware

### Recovery Toolbox for Flash
Repara archivos eliminados de varios medios de almacenamiento con sistemas de archivos FAT, incluidas SD, CF, MMC y otras tarjetas de memoria, tarjetas de medios inteligentes , IBM MicroDrives, unidades Flash y USB , cámaras digitales y disquetes.

### Recovery Toolbox for RAR
Repara datos de archivos RAR dañados . Admite todos los formatos RAR y relaciones de compresión existentes, archivos protegidos con contraseña y archivos almacenados en medios corruptos.

### Recovery Toolbox for Excel
Repara archivos de Microsoft Excel corruptos. Admite la mayoría de datos tabulares, estilos, fuentes, hojas, fórmulas, funciones, colores de célula, fronteras, etc..

### Recovery Toolbox for Outlook
Repara errores relacionados con Microsoft Outlook y datos como correos electrónicos, contactos, recordatorios, reuniones, tareas, notas, entradas de calendario, registros, y otros datos corrompidos PST y OST.

## Servicios web
Además de servir como una herramienta instalada especializada, Recovery Toolbox admite la reparación de datos a través de servicios web como:
- Formatos de archivo Adobe: documentos de PDF y presentaciones (Adobe Acrobat/PDF Reader),[23][24] archivos de imagen AI (Adobe Ilustrador),[25] yarchivos de proyecto PSD (Adobe Photoshop)
- Formatos de archivo de Microsoft Office: Hojas de Excel, documentos de Word (incluyendo RTF),[26] presentaciones de PowerPoint, archivos de Project; y formatos de email: PST y OST (Outlook), y DBX (Outlook Express)[27]
- Otros formatos de archivo de la imagen: DWG (AutoCAD)[28] y CDR (CorelDraw)[29]
- Formatos de base de datos: ACCDB y MDB (Access),[30] DBF (FoxPro / Clípper / dBase, etc..)

## Sobre el desarrollador
Recovery Toolbox, Inc. es una empresa de TI que ha estado desarrollando software para reparar archivos dañados desde 2003. Hasta la fecha, se han desarrollado soluciones para reparar archivos dañados de más de 30 tipos diferentes, incluyendo extensiones creadas con software de Microsoft Office (como Outlook y Excel) y datos almacenados en varias unidades (unidades de disco duro, dispositivos portátiles, CD/ DVD, etc).